# Frank Macfarlane Burnet
Frank Macfarlane Burnet, OM, AK, KBE (Traralgon, 3 september 1899 – Port Fairy, 31 augustus 1985) was een Australisch viroloog en Nobelprijswinnaar. In 1960 kreeg hij samen met Peter Medawar de Nobelprijs voor de Fysiologie of Geneeskunde voor de ontdekking dat het immuunsysteem van de foetus wat eigen is aan het lichaam leert te onderscheiden van wat er vreemd aan is.

## Biografie
Burnet werd geboren als zoon van Frank Burnet, een Schotse immigrant, en Hadassah Pollock Mackay. Hij haalde in 1924 zijn M.D. aan de Universiteit van Melbourne en was werkzaam aan het Melbourne Hospital en het Lister Instituut in Londen. In 1928 behaalde hij zijn PhD aan de Universiteit van Londen. Hierna begon hij met onderzoek naar bacteriofagen en virussen aan het Walter and Eliza Hall Institute, Melbourne. Hij was van 1944 tot 1965 directeur van dit instituut. Zijn onderzoek van virussen resulteerde in elementaire ontdekkingen over hun oorsprong en interactie met het immuunsysteem.
In 1949 ontdekte hij dat het immuunsysteem van een foetus al in de baarmoeder leert wat lichaamseigen en wat lichaamvreemd materiaal is, waarmee hij liet zien dat het immuunsysteem een (in)tolerantie voor bepaalde moleculen kan verwerven. Vanaf midden de jaren 50 van de twintigste eeuw werkte hij extensief aan immunologie. Hij droeg sterk bij tot de theorie van kloonselectie: die verklaart hoe lymfocyten bepaalde antigenen vernietigen.
Burnet verliet het Walter and Eliza Hall Institute in 1965. Hij werkte tot 1978 aan de Universiteit van Melbourne, waarna hij met pensioen ging. Tijdens zijn carrière schreef hij 31 boeken en meer dan 500 wetenschappelijke papers. Hij speelde tevens een belangrijke rol in de ontwikkeling van het openbaar beleid inzake medische wetenschappen in Australië. Hij was oprichter en later president van de Australian Academy of Science.
Macfarlane Burnet huwde in 1938 Edith Linda Druce Burnet met wie hij een zoon, Ian, en twee dochters, Elizabeth en Deborah, kreeg. Nadat zijn echtgenote in 1973 aan leukemie was overleden hertrouwde hij in 1976 met Hazel Jenkin.
Burnet is de hoogst onderscheiden wetenschapper die in Australië werkzaam was. Hij werd in 1960 voor zijn bijdragen aan de wetenschap benoemd tot de eerste Australiër van het jaar. Ook internationaal werd zijn werk erkend, onder andere met de Royal Medal (1947) en de Copley Medal (1959). In 1969 werd hij geridderd en mocht hij zichzelf Sir Macfarlane Burnet noemen.
De verwekker van Q-koorts, de Coxiella burnetii, is naar hem genoemd. Burnet isoleerde deze bacterie in 1937.